# Milch- und Fettgesetz
Das Milch- und Fettgesetz (lang: Gesetz über den Verkehr mit Milch, Milcherzeugnissen und Fetten) ist in Deutschland die Grundlage für den Verkehr mit Milch und Erzeugnissen aus Milch. Es besteht seit dem 28. Februar 1951 und wurde seitdem mehrfach überarbeitet. Ursprünglicher Zweck war, das Grundnahrungsmittel Milch vor Mängeln der Hygiene oder vor fremden Zusätzen (z. B. Verdünnung durch Trinkwasser, was historisch ein dauerndes Problem der „Milchpantscherei“ war) zu schützen. Heute regelt es mit mehreren Ausführungsverordnungen, überwiegend aus dem jeweiligen Landesrecht, zahlreiche Details. Das Gesetz ist nicht identisch mit dem Milch- und Margarinegesetz (Gesetz über Milch, Milcherzeugnisse, Margarineerzeugnisse und ähnliche Erzeugnisse). Letzteres regelt heute die Kennzeichnung und die Voraussetzungen für die Inverkehrbringung von Milch- und Margarineerzeugnissen.

## Geschichte
Das Milch- und Fettgesetz in seiner Erstfassung von 1951 reorganisierte die Vorschriften des Verkehrs mit Milch und Milcherzeugnissen des Milchgesetzes vom 31. Juli 1930 (RGBl. I S. 421). Soweit der Regelungsgehalt des Milchgesetzes von 1930 nicht schon im Milch- und Fettgesetz von 1951 aufgegangen war, wurden diese mit seinem Außerkrafttreten in das Milch- und Margarinegesetz vom 25. Juli 1990 (BGBl. I S. 1471) übernommen.

## Inhalt und Regelungsgehalt
Das Milch- und Fettgesetz bestimmt, dass Milch zunächst nur an bestimmte, dafür vorgesehene Molkereien geliefert werden darf und wie dann mit der Milch weiterzuverfahren ist. Es regelt u. a. Liefer- und Abnahmeverpflichtungen, den Fettgehalt der Milch, den Verkauf von Landbutter, umfasst Preisregeln und Bußgeldregelungen.
Als Spezialregelung hat das Milch- und Fettgesetz in seinem speziellen Regelungsgehalt Vorrang vor den allgemeinen Lebensmittelgesetzen.
„Milch“ ist nach dem Milch- und Fettgesetz das durch regelmäßiges, vollständiges Ausmelken des Euters gewonnene und gründlich durchmischte Gemelk einer oder mehrerer Kühe, aus einer oder mehreren Melkzeiten. Der Milch darf weder etwas entzogen noch zugeführt werden. Deshalb sind Kondensmilch, Trockenmilch und Buttermilch keine Milch im Sinne des Gesetzes, sondern Milcherzeugnisse. Dazu gehört aber z. B. die Butter, deren Produktion ebenfalls vom Milch- und Fettgesetz reglementiert wird.
Das Milch- und Fettgesetz regelt, dass Milch für mindestens 15 Sekunden auf mindestens 72 °C erhitzt und danach sofort wieder abgekühlt, also pasteurisiert werden muss, bevor sie in den Handel kommt. Lediglich Bauern dürfen ihre Milch unerhitzt und direkt ab Hof vermarkten.
Auf dem deutschen Markt (und z. B. auch in Südeuropa) hat sich aufgrund der Möglichkeit zur ungekühlten Aufbewahrung über mehrere Monate die H-Milch durchgesetzt, die ultrahocherhitzt wurde. Durch neue  Erhitzungstechniken bieten viele Molkereien heute „längerfrische“ Milch an, auch als ESL-Milch bezeichnet (von englisch extended shelf life ‚verlängerte Haltbarkeitsdauer‘), die je nach Verfahren eine Haltbarkeit von ca. 14 Tagen aufweist und wie pasteurisierte Milch kühlpflichtig ist. Die verlängerte Haltbarkeit entsteht, indem man die natürliche Keimbelastung entweder mechanisch (Mikrofiltration) oder thermisch (Hocherhitzung) reduziert.
Konsummilch im Lebensmitteleinzelhandel ist heute meistens homogenisiert, um eine Aufrahmung von Milchfett zu vermeiden.

## Milcherzeugnisverordnung
Die Milcherzeugnisverordnung regelt detailliert die Herstellung von Milcherzeugnissen. Ihre Rechtsgrundlage ist § 3 Abs. 1 des Milch- und Margarinegesetzes.
Mit der Milcherzeugnisverordnung wurden überdies die Richtlinie 2001/114/EG und die Richtlinie 2007/61/EG umgesetzt.